# Psilocina

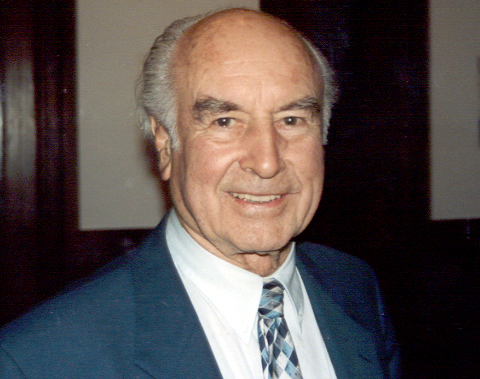
La psilocina fu isolata per la prima volta da Albert Hofmann nel 1958.

La psilocina (4-idrossi-N,N-dimetil-triptamina o più semplicemente 4-HO-DMT) è una triptamina allucinogena psichedelica estraibile da alcuni funghi del genere Psilocybe e Stropharia e da Gymnopilus viridans.

## Chimica
Essendo una triptamina, ha struttura chimica simile al neurotrasmettitore serotonina. Chimicamente correlata alla psilocibina, alla baeocistina e alla norbaeocistina.

## Farmacologia
La molecola è un agonista dei recettori della serotonina 5HT2A, attivati dalla maggior parte delle sostanze psichedeliche, e dei recettori 5HT2C e 5HT1A. Dopo un certo periodo di tempo una quantità notevole di molecole di psilocina subiscono degradazione enzimatica da parte delle MAO. L'assunzione durante l'esperienza  di inibitori delle MAO (che bloccano il metabolismo di altre amine tra cui quelle che aumentano la pressione del sangue)  infatti prolunga e potenzia gli effetti. Se la psilocina si assume ingerendo funghi psilocibinici, il livello di quest'ultima aumenterà a causa della defosforilazione della psilocibina in seguito ad ingestione. Si ritiene che la O-acetilpsilocina e la psilocibina siano profarmaci della psilocina.
La psilocibina è un alcaloide estremamente poco tossico e non presenta né neurotossicità né rischi di danni permanenti a livello fisico, neanche a dosi alte. Al contrario, dosi non allucinogene di psilocina possono prevenire gli attacchi di cefalea a grappolo. La LD50 è stimata essere 280 mg/kg. Come nella maggior parte degli allucinogeni serotoninergici, la tolleranza si alza per pochi giorni in seguito all'esperienza per poi tornare ai livelli biologici.
Se l'esperienza è condotta in modo irresponsabile, si corre il rischio di cadere, per la durata degli effetti, in un più o meno grave stato depressivo caratterizzato da paranoie e disforia se non terrore, chiamato in gergo bad trip. In una esigua percentuale di utilizzatori la depressione e la paranoia possono permanere per diversi mesi dopo l'esperienza. Il rischio aumenta se l'utilizzatore ha già patologie psichiche latenti, e infatti l'assunzione di una dose "classica" di psilocina è solitamente sconsigliata alle persone con forti disarmonie mentali; in questo caso per l'assunzione è consigliabile abbassare la dose.

## Effetti
Gli effetti iniziano a manifestarsi tra i 10 e i 40 minuti in seguito all'ingestione, aumentando di potenza per i seguenti 20 o 60 minuti, raggiungendo e mantenendo il picco per 2 o 4 ore, e perdendo potenza per le successive 2 ore. Inoltre, è possibile risentire degli effetti fisici e psichici della molecola anche per 8 ore dopo che gli effetti allucinatori e psichedelici sono sfumati. Come avviene con tutte le sostanze psichedeliche, l'esperienza con la psilocina è considerata ineffabile e difficile da descrivere. Gli effetti variano enormemente da persona a persona, ma alcuni si manifestano più o meno sempre:
- Dosi basse provocano euforia e ilarità, un lieve stato allucinatorio e midriasi.
- Dosi medie ed alte provocano un'esperienza psichedelica forte con allucinazioni notevoli. A occhi chiusi è possibile vedere caleidoscopi e frattali, e il tempo sembra dilatarsi.
- Dosi molto alte provocano viaggi ancora più realistici, esperienze mistiche, riflessioni religiose e sensazioni di astrazione totale dalla vita materiale (le cosiddette near death experiences). Il soggetto può essere completamente isolato dalla realtà, può perdere cognizione dello spazio e del tempo, e in casi estremi perdere cognizione del proprio ego e non riuscire a distinguere confini tra sé stesso e la realtà. Terence Mckenna nel suo libro Vere allucinazioni descrive un viaggio con il fratello e degli amici in Amazzonia dove, assumendo dosi considerevoli di funghi della specie Stropharia Cubensis ottiene effetti per intensità paragonabili a quelli della DMT con comparsa di allucinazioni estremamente intense e visione degli archetipi junghiani presenti nell'inconscio quali elfi, alieni, macchine trasformanti ed altre creature.

## Galleria d'immagini

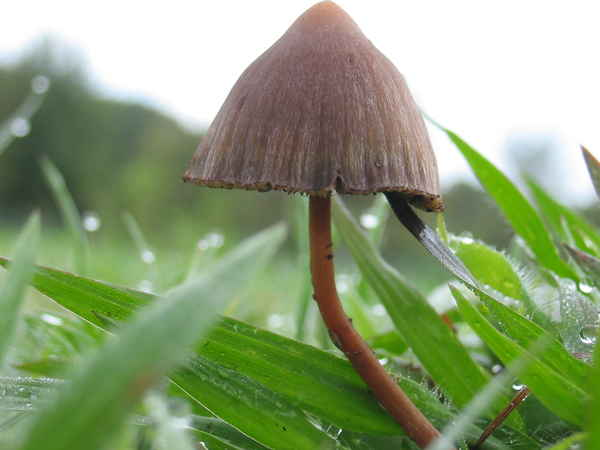
Psylocibe Messicana, contenente psilocina
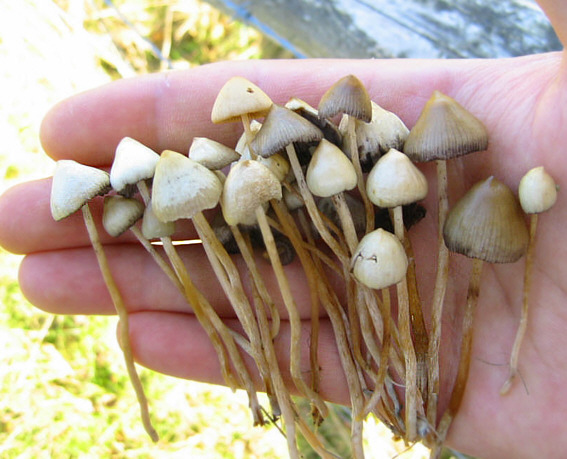
Esemplari freschi di Psilocybe semilanceata comuni anche in Italia
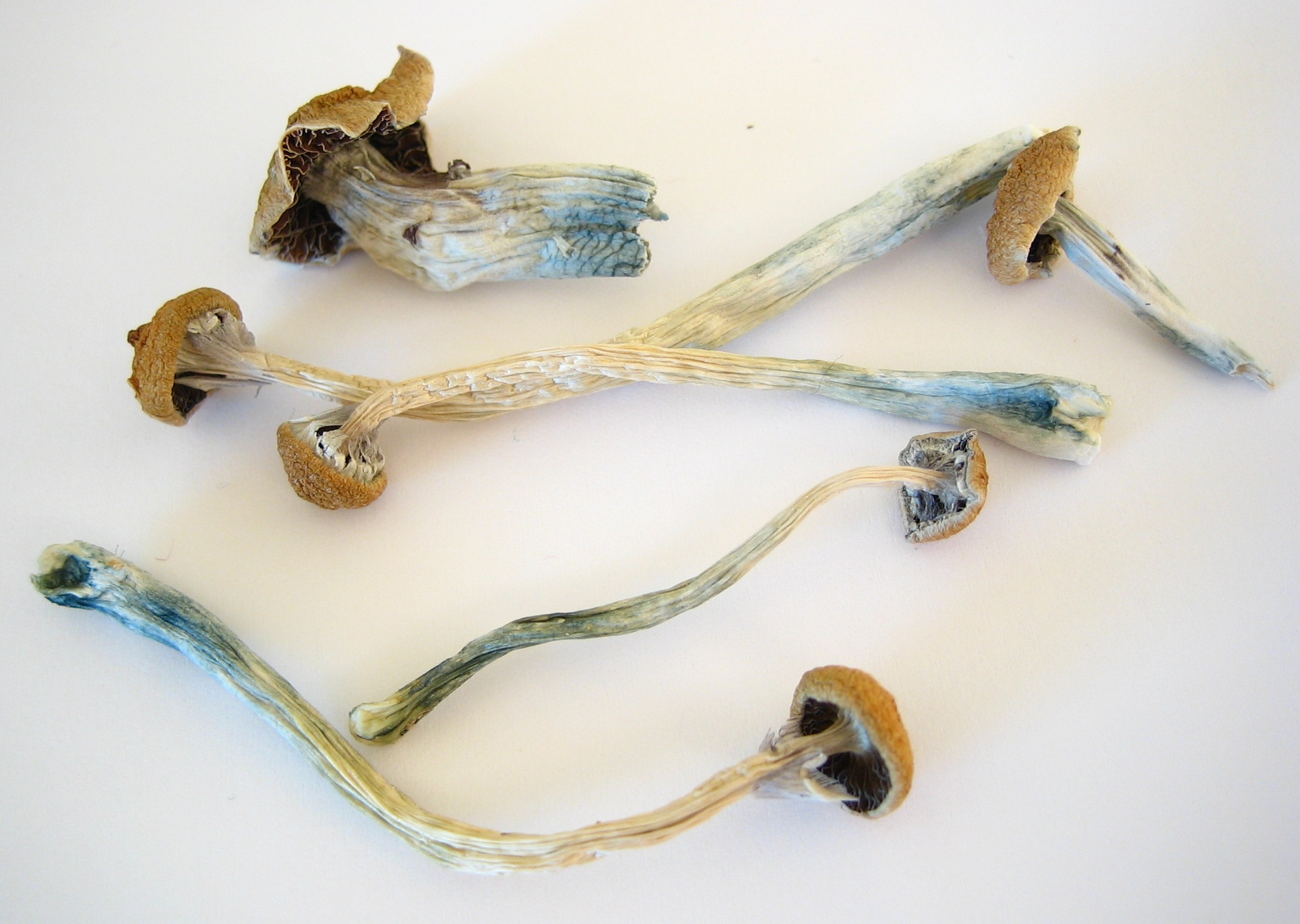
Psilocybe cubensis secchi, è visibile la caratteristica colorazione bluastra sul gambo